# Norman Baker (explorateur)
Pour les articles homonymes, voir Norman Baker et Baker.

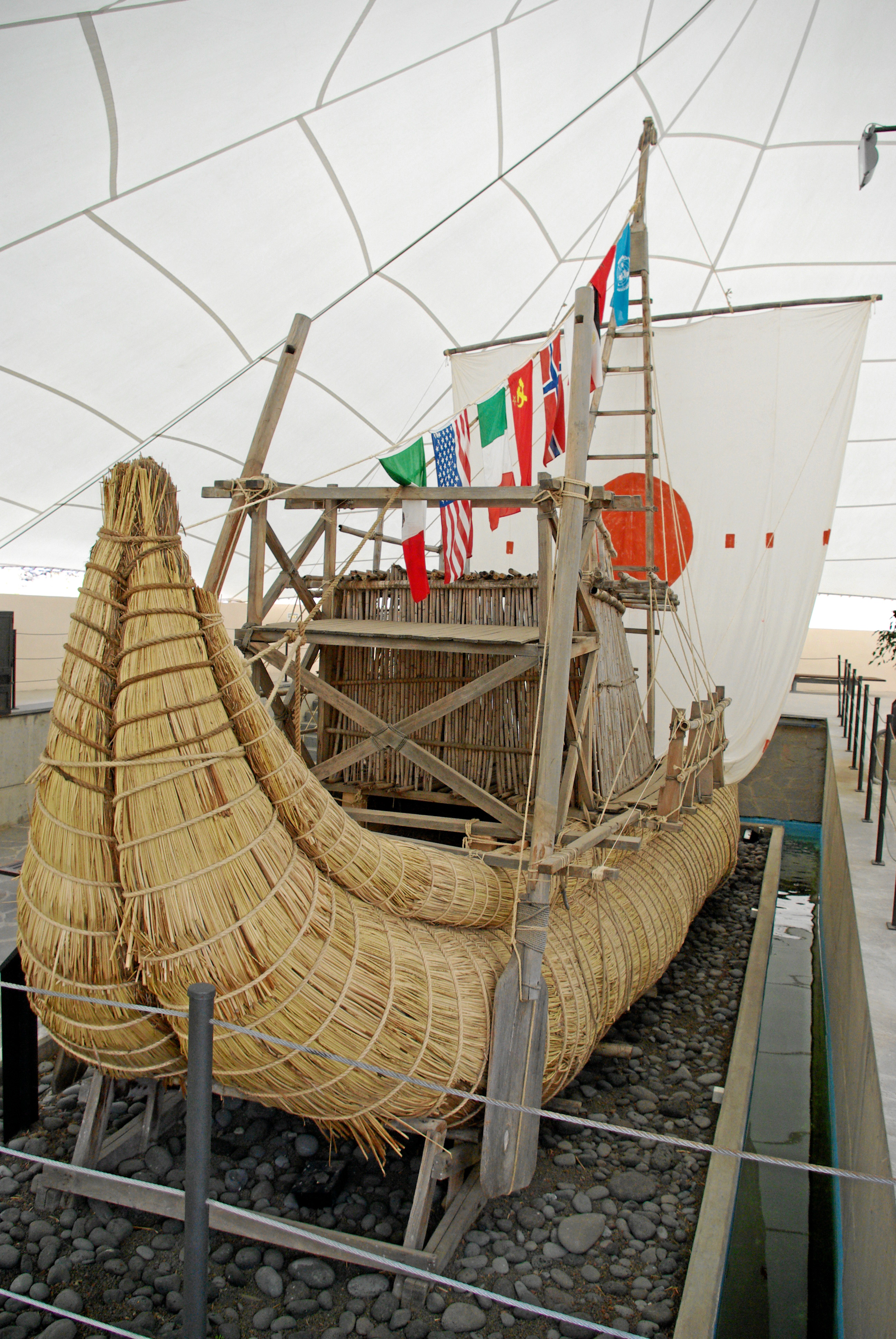
Reconstitution du Ra II à Tenerife.

Norman Leonard Baker (New York, 18 novembre 1928 – près de Pittsford (Vermont), 22 novembre 2017) a été le navigateur de Thor Heyerdahl lors de ses expéditions Ra, Ra II et Tigris,.
Il est le co-auteur (avec Barbara Murphy) de Thor Heyerdahl and the Reed Boat Ra (« Thor Heyerdahl et le bateau de papyrus Ra »), un livre pour enfants de 1974 consacré à ces expeditions. Il est un fellow ainsi qu'un ex-directeur de l’Explorers Club, et conseille Fara Heim, une expédition à la recherche de signes d'établissements vikings en Amérique du Nord.
Il meurt lors de l'écrasement de son Cessna près de Pittsford au Vermont le 22 novembre 2017 à l'âge de 89 ans.